# 長ノ山湿原
長ノ山湿原(ながのやましつげん)は、愛知県新城市作手地区（旧作手村）にある面積34,084m2の湿原で、東海地方で最大面積の湿原になる。泥炭湿原で海抜540mの作手高原の中に広がる中層湿原になる。
1973年（昭和48年）に、愛知県指定文化財と天然記念物に指定されている。

## 概要
作手地区には、他に湿原の森（鬼久保ふれあい広場）、黒瀬庄ノ沢緑地、清岳向山湿原（水田化により消滅した大野原湿原、約50haの一部）、清岳湿原、鴨ヶ谷湿原（もと大野湿原の一部）といった湿原がある。全部で作手中間湿原群といい、日本の重要湿原500の中に入れられている（No.296 作手中間湿原群）。
堆積している泥炭の中に、埋れ木や花粉・火山灰・珪藻などが含まれ、湿原の成立過程や過去の気候の変動を知る学術上の貴重な資料になっている。また、地表には、オオミズゴケ、ハリミズゴケなどのミズゴケ類、その上にヌマガヤ、ミカヅキグサ、ヨシ、マツバイなどが繁茂している。これに混ざって、ミタケスギ、さらにミミカキグサやモウセンゴケなどの食虫植物、サイギソウやトキソウなど湿地性ラン科植物なども生息している。また、昆虫類ではヒメヒカゲ、ヒメタイコウチ、オジロサナエ、ハッチョウトンボ、オオヒカゲ、ヒメシジミ、ゴマシジミなどの生息地となっている。。

## 所在地
- 愛知県新城市作手岩波長ノ山

## アクセス
- 車では新東名の新城ICから、車で29km、約51分
- 東名の豊川ICから車で35km、約45分

## 周辺の施設
- ふれあい牧場高原ハウス
- つくで高原農場
- 涼風の里
- 川尻城跡